# Fajã dos Bodes

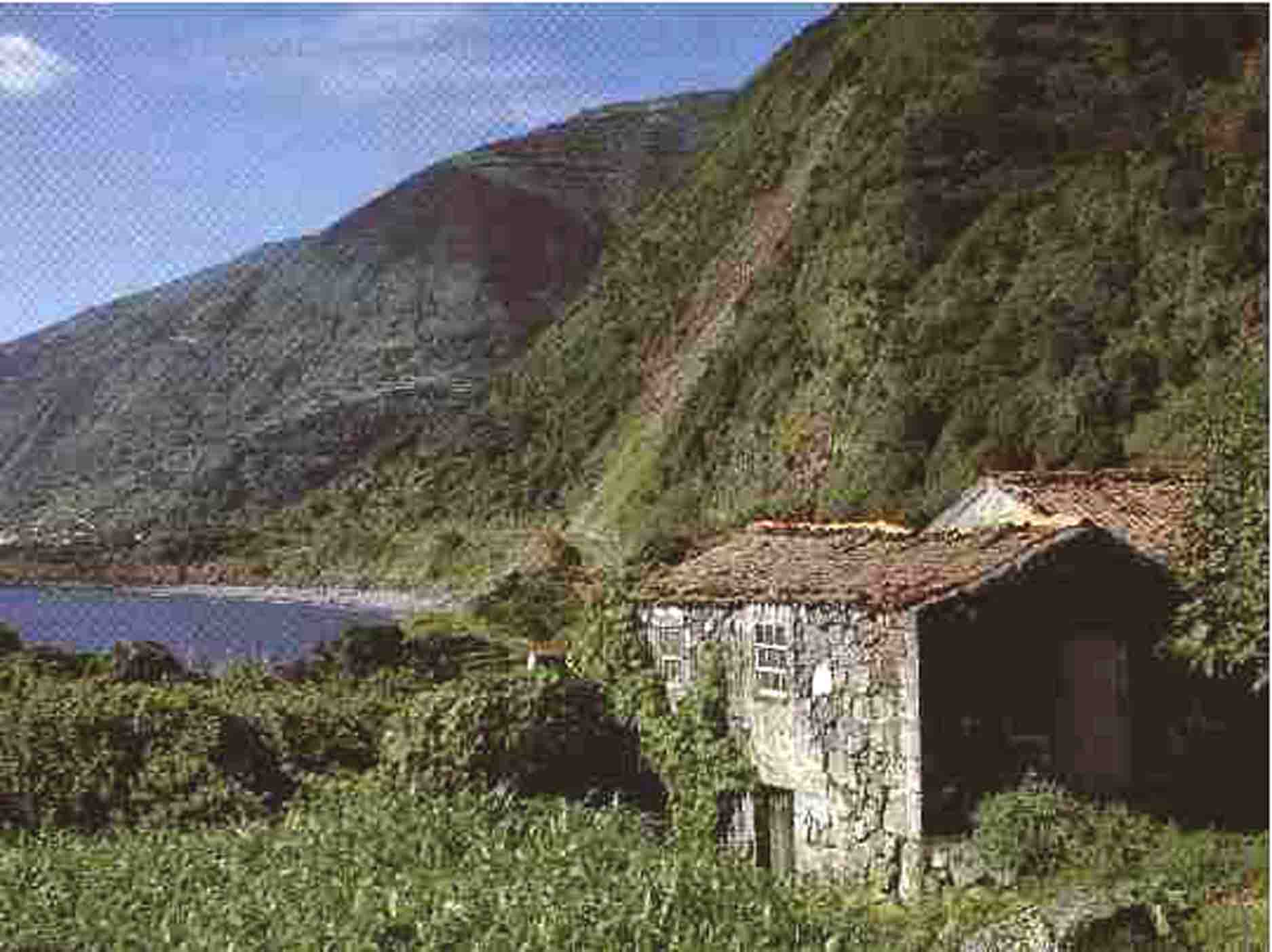
Fajã dos Bodes. Casa típica das Fajãs.

Esta fajã pertence à freguesia da Ribeira Seca, Concelho da Calheta, costa Sul da ilha de São Jorge.
O seu nome, deve-o à ribeira que aí corre e, em tempos idos, transbordou e arrastou nas suas águas um bode que depositou neste sítio. A partir de então, ficou a ser conhecida por Ribeira dos Bodes.
O acesso é feito pela estrada da fajã dos Vimes que se prolonga para a fajã dos Bodes num caminho de saibro, onde podem circular viaturas.
Em 1891 esta pequena localidade tinha 80 moradores, que eram 100 na altura do terramoto de 1980.
Actualmente está praticamente deserta.
Tem vinte casas habitáveis e outras em ruínas, sendo as casas habitais ocupadas por pouco tempo em cada ano.

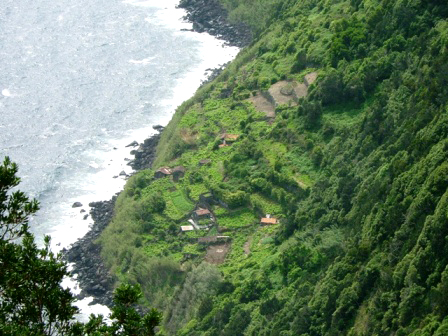
Vista parcial da Fajã dos Bodes, ilha de São Jorge.

Após o terramoto de 1980, muitas pessoas dos Lourais compraram casas e terras na fajã dos Bodes, com o fim de se deslocarem com o seu gado para invernar aqui.
Esta fajã teve um porto de calhau com cerca de nove barcos de pesca.
Antigamente teve ainda dois poços de baixa-mar, um no Areal e outro na Baía do Lameiro ambos foram abandonados e a ambos o tempo escondeu. Eventualmente tê-los-á destruído.
Os pescadores usavam redes para apanharem tainha, o chicharro, o carapau, o peixe-rei. Também faziam pesca de fundo com arame e anzol, e apanhavam o cherne, o congro, albafares e peixe-gata. O óleo dos fígados derretidos, do albafar e do peixe-gata, servia para alumiar, nas candeias, os serões da gente que vivia nesta e noutras localidades. Também usavam, para o mesmo fim, a gordura do congro e a banha de porco.
As aves mais frequentes aqui são o melro, a gaivota, o pardal e o maçarico real.
Nesta fajã pode-se encontrar água fresca em abundância, vinda das fontes próximas e canalizada para dois chafarizes.
O inhame nunca foi muito cultivado nesta fajã que sempre se dedicou a outras culturas como a vinha e o milho.
Ainda há onze fios de lenha operacionais, dos doze que aqui existem.
Na fajã dos bodes houve um moinho de vento, situado no Cabeço.
Ao longo da Ribeira dos Bodes, as águas eram aproveitadas para mover quatro moinhos, dos quais restam dois, um deles de vez em quando ainda trabalha.